# Seria 797 ČD
Seria 797 ČD – manewrowa lokomotywa spalinowa produkowana od 1996 przez zakłady CZ Loko.

## Historia
Lokomotywa serii 797 powstała w wyniku zmodernizowania czechosłowackich spalinowozów manewrowych BN 150.
Piętnaście sztuk wyprodukowano dla praskiego metra, kolejne dwie dla metra w Budapeszcie, a jeden spalinowóz w 2008 został zamówiony przez Metro Warszawskie.
Dwie lokomotywy w 2009 sprzedano kolei przemysłowej elektrowni w Tuzli w Bośni i Hercegowinie, a jeden egzemplarz wyprodukowany dla KWB Adamów został zaprezentowany na Trako 2011.